# In Tranzit
In Tranzit est un film anglo-russe réalisé par Tom Roberts, sorti de 2008.

## Synopsis
Hiver 1946, Leningrad. Après la Seconde Guerre mondiale, un groupe de prisonniers allemands est envoyé dans un camp de transit russe, tenu exclusivement par des femmes. Elles ne savent comment réagir avec ces prisonniers masculins qui ont tué ou grièvement blessé leurs proches. Elles se montrent extrêmement vindicatives, sauf le Dr Natalia et la cuisinière, qui les traitent avec humanité. Le commandant Pavlov ordonne aux gardiennes du camp de découvrir les chefs SS infiltrés parmi les prisonniers.

## Fiche technique
- Titre original et français :  In Tranzit
- Réalisation : Tom Roberts
- Scénario : Simon van der Borgh, Natalia Portnova
- Pays d'origine :  Angleterre,  Russie
- Langue originale : anglais
- Durée : 108 minutes
- Genre : Guerre
- Date de sortie : 
  - France : 5 octobre 2011 (sorti directement en DVD)

## Distribution
- Vera Farmiga : Natalia
- Thomas Kretschmann : Max
- John Malkovich : Pavlov
- Daniel Brühl : Klaus
- Natalie Press : Zina
- Patrick Kennedy : Peter
- John Lynch : Yakov
- Guy Flanagan : Hans
- Phillip Azarov : Ivan
- Katya Chunkova : Nina
- Ingeborga Dapkunaite : Vera
- Andrey Fedortsov : Anton
- Natalia Fisson : Tamara
- Jenny Galloway : Liudmilla
- Maxim Gudkov : Schmidt
- Oleg Kulikovich : Muller
- Evgueni Mironov : Andrei
- Thekla Reuten : Elena
- Tatyana Yakovenko : Olga
- Alexander Bolshakov : le capitaine
- Sergey Baryshev et Fyodor Selkin : les gardes russes
- Maria Mescheryakova : la femme de Hans
- Aleksandr Novin : le chauffeur de Pavlov